# KA-SAT
KA-SAT es un satélite de comunicaciones de alto rendimiento, propiedad de Eutelsat, que usa la Banda Ka.
El satélite ofrece banda ancha de acceso a Internet en Europa y también en una pequeña zona del Oriente Medio.
Está situado a 9° E, uniéndose al satélite Eurobird 9A banda Ku. KA-SAT fue fabricado por EADS Astrium, basado en la plataforma Eurostar E3000, con un peso total de 6 toneladas. Fue lanzado por Proton en diciembre de 2010. El satélite lleva el nombre de la banda Ka, una banda de frecuencia que se utiliza en astronaves.

## Sistemas de comunicación
Las comunicaciones de datos utilizados en el satélite KA-SAT se transmiten hacia y desde equipos fabricados por ViaSat:
- en telepuertos del Eutelsat (gateways de Internet), el ViaSat "SurfBeam2" hub system;
- en el sitio del cliente, el satmódem ViaSat SurfBeam 2,  como un equipo local del cliente.

"SurfBeam 2 "es una versión modificada del protocolo DOCSIS adaptado por ViaSat Inc. al enlace físico satelital y adopta la tecnología más reciente para la modulación en el canal de ida, es decir, DVB-S2, y para el método de acceso al canal, es decir, MF-TDMA (Multi Frecuencia-TDMA).

## Televisión
KA-SAT no solo ofrece banda ancha, sino que su posicionamiento orbital, permite la recepción simultánea de televisión e internet mediante una antena estándar